# فرانك ويكفيلد
فرانك ويكفيلد (بالإنجليزية: Frank Wakefield)‏ هو عازف مندولين أمريكي، ولد في 26 يونيو 1934.

## وصلات خارجية
- فرانك ويكفيلد على موقع ميوزك برينز (الإنجليزية)
- فرانك ويكفيلد على موقع أول ميوزيك (الإنجليزية)
- فرانك ويكفيلد على موقع ديسكوغز (الإنجليزية)